# Seul (chanson de Garou)
Pour les articles homonymes, voir Seul.
Singles de Garou
Gitan
(2000)
Seul est une chanson  du chanteur québécois Garou extrait de son premier album studio, Seul. La chanson est le premier single de l'artiste sorti le 29 décembre 2000. La chanson est écrite et composée par Romano Musumarra et Luc Plamondon. Le single reste classé pendant 10 semaines consécutive à la première place du classement des ventes de single en France en 2001 et 11 semaines pour la Wallonie.

## Classement
| Classement (2000-2001)                  | Meilleure position |
| --------------------------------------- | ------------------ |
| Belgique (Wallonie Ultratop 50 Singles) | 1                  |
| France (SNEP)                           | 1                  |
| Suisse (Schweizer Hitparade)            | 10                 |

## Certification
| Région                                                                                                 | Certification | Ventes/Streams |
| --- | ------------- | -------------- |
| France (SNEP)                                                                                          | Diamant       |                |
| *Ventes selon la certification ^Mise en rayon selon la certification xNon précisé par la certification |               |                |

## Anecdote
La musique composée par Romano Musumarra a également été utilisée dans deux versions d'une même chanson de Demis Roussos, Photo fixe en français et Picture still en anglais, probablement produites avant la sortie de la chanson par Garou mais semble-t-il jamais publiées. Ces deux versions apparaissent en 2016 comme chansons bonus dans les rééditions des albums Voice and Vision et Insight, respectivement. 